# 마리카 버수
마리카 버수(에스토니아어: Maarika Võsu, 1972년 6월 7일~)는 에스토니아의 전직 펜싱 선수이다. 1996년 하계 올림픽 여자 에페 개인전에 참가했고, 세계 선수권 대회에서 은메달 2개, 동메달 1개를 획득했다.